# Musaranya de les illes Pribilof
La musaranya de les illes Pribilof (Sorex pribilofensis) és un mamífer de la família de les musaranyes que només es troba a les illes Pribilof (Alaska, Estats Units).